# خانه استاد کمال الملک
منزل استاد کمال الملک مربوط به اوایل دوره پهلوی اول است و در شهرستان نیشابور، بخش تحت جلگه، روستای حسین‌آباد واقع شده و این اثر در تاریخ ۱۰ خرداد ۱۳۸۲ با شمارهٔ ثبت ۸۹۵۸ به‌عنوان یکی از آثار ملی ایران به ثبت رسیده است.